# Dohrniphora ivoriensis
Dohrniphora ivoriensis är en tvåvingeart som beskrevs av Ronald Henry Lambert Disney 2003. Dohrniphora ivoriensis ingår i släktet Dohrniphora och familjen puckelflugor.
Artens utbredningsområde är Elfenbenskusten. Inga underarter finns listade i Catalogue of Life.